# Dublin/Pleasanton-Daly City Line

Kaart van het BART-netwerk op weekdagen en zaterdag overdag. De Dublin/Pleasanton-Daly City Line is blauw gekleurd.

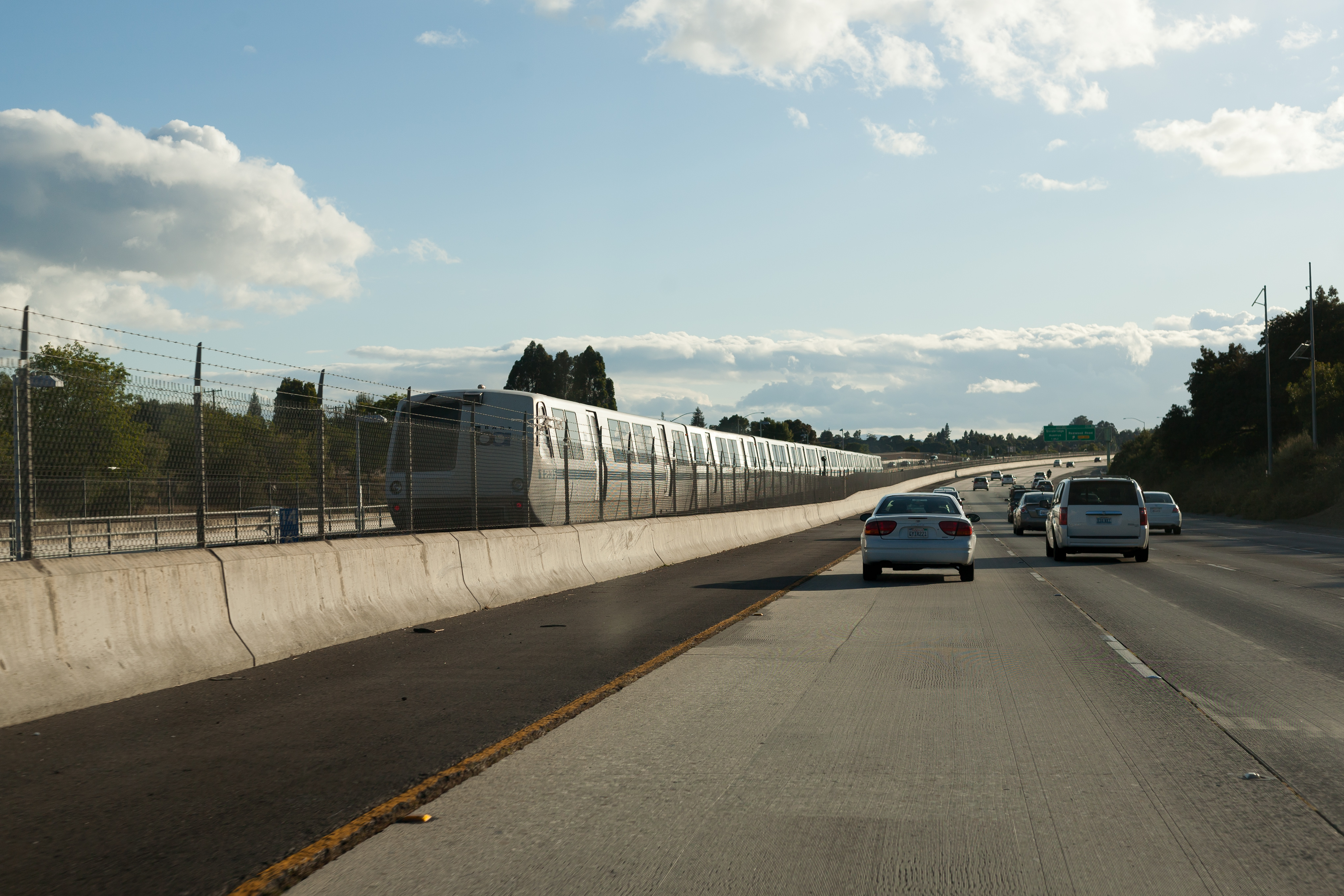
Een BART-trein van de Dublin/Pleasanton-Daly City Line op de middenberm van de Interstate 580 in Castro Valley.

De Dublin/Pleasanton-Daly City Line of Dublin/Pleasanton Line is een van de vijf metrolijnen van het Bay Area Rapid Transit-netwerk (BART), dat San Francisco met de rest van de Bay Area verbindt. De lijn gaat van Dublin en Pleasanton in Alameda County door Castro Valley, San Leandro, Oakland en San Francisco alvorens Daly City te bereiken. Er zijn 18 stations.
De metrolijn wordt steeds met blauw aangeduid, maar het is ongebruikelijk om BART-metrolijnen bij hun kaartkleur te noemen.
Er zijn plannen om de lijn oostwaarts te verlengen tot in Livermore. Momenteel kunnen reizigers in Dublin/Pleasanton al met een gratis shuttle overstappen op de Altamont Commuter Express, die van San Jose naar Stockton gaat en onder andere in Livermore stopt.

## Stations
| Station                | Overstappunt | Foto * | Type                         | Geopend           | Ligging                         | County        |
| ---------------------- | ------------ | ------ | ---------------------------- | ----------------- | ------------------------------- | ------------- |
| Daly City              |              | 1150 ! | viaductstation               | 5 november 1973   | 37° 42′ 22″ NB, 122° 28′ 8″ WL  | San Mateo     |
| Balboa Park            |              | 1160 ! | uitgraving                   | 5 november 1973   | 37° 43′ 18″ NB, 122° 26′ 51″ WL | San Francisco |
| Glen Park              |              | 1170 ! | kuip                         | 5 november 1973   | 37° 43′ 59″ NB, 122° 26′ 2″ WL  | San Francisco |
| 24th Street Mission    |              | 1180 ! | enkelgewelfdstation          | 5 november 1973   | 37° 45′ 7″ NB, 122° 25′ 8″ WL   | San Francisco |
| 16th Street Mission    |              | 1190 ! | enkelgewelfdstation          | 5 november 1973   | 37° 45′ 53″ NB, 122° 25′ 12″ WL | San Francisco |
| Civic Center/UN Plaza  |              | 1200 ! | ondiep gelegen zuilenstation | 5 november 1973   | 37° 46′ 47″ NB, 122° 24′ 49″ WL | San Francisco |
| Powell Street          |              | 1210 ! | ondiep gelegen zuilenstation | 5 november 1973   | 37° 47′ 2″ NB, 122° 24′ 29″ WL  | San Francisco |
| Montgomery             |              | 1220 ! | ondiep gelegen zuilenstation | 5 november 1973   | 37° 47′ 22″ NB, 122° 23′ 50″ WL | San Francisco |
| Embarcadero            |              | 1230 ! | ondiep gelegen zuilenstation | 27 mei 1976       | 37° 47′ 35″ NB, 122° 23′ 50″ WL | San Francisco |
| West Oakland           |              | 1240 ! | viaductstation               | 16 september 1974 | 37° 48′ 18″ NB, 122° 17′ 42″ WL | Alameda       |
| Lake Merrit            |              | 1250 ! | ondiep gelegen zuilenstation | 11 september 1972 | 37° 47′ 52″ NB, 122° 16′ 1″ WL  | Alameda       |
| Fruitvale              |              | 1260 ! | viaductstation               | 11 september 1972 | 37° 46′ 29″ NB, 122° 13′ 26″ WL | Alameda       |
| Oakland Coliseum       |              | 1270 ! | viaductstation               | 11 september 1972 | 37° 45′ 13″ NB, 122° 11′ 49″ WL | Alameda       |
| San Leandro            |              | 1280 ! | viaductstation               | 11 september 1972 | 37° 43′ 18″ NB, 122° 09′ 40″ WL | Alameda       |
| Bay Fair               |              | 1290 ! | viaductstation               | 11 september 1972 | 37° 41′ 49″ NB, 122° 07′ 37″ WL | Alameda       |
| Castro Valley          |              | 1400 ! | talud                        | 10 mei 1997       | 37° 41′ 27″ NB, 122° 04′ 32″ WL | Alameda       |
| West Dublin/Pleasanton |              | 1410 ! | maaiveld                     | 19 februari 2011  | 37° 41′ 59″ NB, 122° 55′ 41″ WL | Alameda       |
| Dublin/Pleasanton      |              | 1420 ! | talud                        | 10 mei 1997       | 37° 42′ 6″ NB, 121° 53′ 56″ WL  | Alameda       |

* De sorteerwaarde van de foto is de ligging langs de lijn